# Distretto di Changyi
Il distretto di Changyi (昌邑区S, Chāngyì QūP) è un distretto della Cina, situato nella provincia di Jilin e amministrato dalla prefettura di Jilin.